# 히로사와 소우
히로사와 소우(1979년 12월 25일 ~ )는 일본의 배우, 탤런트, 번역가이다.
파티시에가 되고 싶어서 도쿄로 상경, 어렸을 때부터 영화나 드라마에 흥미를 갖고 있어, 연예사무소에 소속, 영화나 무대 등에 출연하게 되었다.
2012~2013년 한국으로 어학유학. 한국 영화에도 출연.
2013년 MS엔터테인먼트에서 A-Team으로 이적.
2024년 1월 31일자로 약 10년간 소속한 A-Team을 퇴소한 것을 자신의 인스타그램에서 발표했다.

### 영화
- 피칸치(2002)
- 춤추는 대수사선 THE MOVIE 2(2003)
- 내일의기억(2006)
- Corazon de Melon(2008)
- 러브 익스포져(2009)
- 회오리바람 식당의 밤(2009)
- 소프트 보이(2010)
- 파라다이스 키스(2011)
- 이웃집 801양(2011)
- 토마토의 물방울(2012)
- 아침해가 비추는 집(2012)
- 도쿄의 빛(2012)
- 춤추는 대수사선 THE FINAL(2012)
- 단편영화 마마토모(2013)
- 고양이 소녀(2013)
- 단편영화 런 서울 런(2014)
- 피칸☆★☆치 하프(2014)
- 아이∞콘택트(2015)
- 남색소년소녀(2015)
- 츠무구(2016)
- 쵸키(2016)
- 엄마의 레시피(2017)
- 라스트 레시피: 기린의 혀의 기억（2017年）
- 단편영화 피카레스카（2017)야마가타무비페스티벌 그랑프리작
- 단편영화 시라나이데（2017）나하국제단편영화제 정식초대작품
- 카오산 탱고 （2018）전주국제영화제 정식초대작
- 단편영화 마이고노 우니베（2018）
- 고스트마스크～스카～（2018）유바리국제환타스틱영화제 정식출품작품
- 미토리시（2019）
- 단편영화 키즈카나쿠테 고멘네（2019）
- 뮤즈와 요보레나이（2022)
- 겨울나기(2024)

### 출연드라마
- 렛츠고!나가타정（니혼테레비）
- 월요미스테리극장 (TBS)
- First Love (TBS)
- 사랑따윈 필요없어, 여름 (TBS)
- 탄테이카조쿠（니혼테레비）
- 이케부쿠로 웨스트 게이트 파크 (TBS)
- 라이온선생 (니혼테레비)
- 워터보이즈2 (후지테레비)
- 미혼 여섯자매 (2006,TBS)
- 이웃집 801양 (2007)
- 철도무스메 (2008、tvk)
- 파트너 Season8 (2010년 2월24일、테레비아사히)
- 아타미의 수사관 (2010、테레비아사히)
- 사채꾼 우시지마 (드라마) (2010、마이니치방송)
- 토요드라마 타로의 탑 (2011년3월・4월、NHK)
- 이웃집 801양 2 Love&Peace (2011)
- 인간곤충기 (2011년7월30일, wowow)
- 경시청 수사 1과 9계 시즌3 (제8화 게스트, 2011년 8월24일、테레비아사히)
- 수요미스테리9 손금 점쟁이 키타시라카와 아키코의 사건 우라나이 (2012년 1월11일、테레비도쿄)
- 우메짱선생 （2012년5月、NHK）
- ATARU 제10화・11화 (2012년6月、TBS)
- 춤추는 대수사선 THE LAST TV (2012년9월、후지테레비)
- 저편의 아이 제2화 (2013년 12月、WOWOW)
- Dr.검사 모로하시 (2014년 7月、후지테레비)
- 신부포렴 (2015、토카이테레비)
- 아임 홈 (2015,테레비 아사히)
- IQ246〜화려한사건부〜제1화 (2016)
- 경시청 수사 1과 9계 시즌12 (2017年, 테레비아사히)
- 파트너 Season16 제17화 (2018년 2월21일、테레비아사히)
- 백의의 전사 (2019、NTV)
- 코타키 형제와 사고팔고 (2020, 테레비도쿄)
- 7인의비서 (2020、테레비아사히)
- 와카코와 술 Season5 제９화 (2020、BS테레히가시)
- 오오마메다 토와코와 3명의 전남편 (2021、CX)
- 저편의 끝 (2021、wowow)
- 얼굴만 선생님 제４화 (2022年、CX)
- 사랑 후에 오는 것들 (2024년 드라마) (2024年、쿠팡플레이/일본아마존)

### 연극
- 무대도 춤추는 대수사선(2003)
- tsutsumizoteatro「GOCAROKU」(2004)
- tsutsumizoteatro「쿠스리토 이안소프」(2005)
- G-up프로듀스「산책하는 침략자」(2006年, 스페이스107)
- tsutsumizoteatro「명쾌일본어액센트사변(2007, 나카메구로 우디 시어터)
- 극단K조「나리스마스」(2007, 나카메구로 우디 시어터)
- HIGH LIFE「아케미」(2009, 시어터 톱스)
- 극단K조「오리마에(2009, 카메구로 우디 시어터)
- MS엔터테인먼트라이브 「코에오우요♪」(2009, 아카사카브릿츠)
- 극단K조「마타리」(2009, 이케부쿠로 시어터 그린 BIG TREE)
- 극단K조「PINK」(2010, 에비스 에코 극장)
- DHE@stage프로듀스「신니치노마루 레스토랑」(2011, 이케부쿠로아우루스팟)
- 극단BACCAS「STAND BY MY」(2011, 우라산도GROUND)
- 극단타이요매직「센츄리 프란토」(2014, 나카메구로 우디 시어터)
- 극단타이요매직「웨딩드레스 2015」(2015, 나카메구로 우디 시어터)
- 「No.9-불멸의 선율-」 (2015, 아카사카ACT시어터/오사카오릭스극장/키타큐슈예술극장)
- 「앙짱」(2017,토쿄글로브극장/모리노미아필로티홀)
- 극단TAIYO MAGIC FILM「지분지칸료코」(2017, 아카사카 레드/시어터)
- 극단아카루테루「나노카메니보쿠와키미토」(2018, 시어터 모리엘)
- 「No.9-불멸의 선율-」 앙코르 공연(2018,아카사카ACT시어터/오사카오릭스극장/키타큐슈예술극장)
- 「아카오니」(2020)
- 「No.9-불멸의 선율-」 앙코르 공연(2018,아카사카ACT시어터)

### CF
- 아사히소고（2010）
- L et M 내가 당신을 사랑하는이유, 그리고 다른 이야기(2012)
- 메이호 그룹（2012）
- 아사히화학식기용세제 Frosch(2015)
- Web CM 오시고토워커（2018）
- 산토리「진세이니와잉쇼쿠텐가이루」（2022）

### 뮤직비디오
- ANATAKIKOU「비가그치면」（2007）
- mink「SENSE」（2007）
- Kagrra「사쿠라츠키야」（2009）
- FAT PROP「Stop The Time」（2011）
- Angela(음악유닛)「THE LIGHTS OF HEROES」（2012）
- 스키마스위치「라스트신」（2012）
- 도부로쿠「보쿠나리노 프로포즈」（2014）
- 야마자루「바이바이」（2017）